# Sebastian Thekethecheril
Sebastian Thekethecheril (ur. 30 lipca 1954 w Aapadanad) – indyjski duchowny rzymskokatolicki, od 2006 biskup Vijayapuram.

## Życiorys
Święcenia kapłańskie przyjął 18 grudnia 1980 i został inkardynowany do diecezji Vijayapuram. Po święceniach został sekretarzem biskupim, zaś w latach 1983-1985 pracował jako wikariusz. W latach 1985–1989 odbył studia doktoranckie z prawa kanonicznego na Papieskim Uniwersytecie Urbaniana. Po powrocie do kraju został kanclerzem kurii, zaś w 1999 objął funkcję wikariusza generalnego.
8 maja 2006 został mianowany biskupem Vijayapuram. Sakry biskupiej udzielił mu 2 lipca 2006 jego poprzednik, bp Peter Thuruthikonam.